# 존 하이든라히
하이든라이(Heidenreich)는 본명은 존 하이든라이(Jon Heidenreich, 1969년 6월 28일 ~ )라고 한다. 미국의 전 남자 프로레슬링선수다. 1991년 프로레슬링 입문으로 전에는 WWE에서 팀 리전 오브 둠맴버로 활동을 했으나 지금은 인디단체 프로레슬링을 활동을 하고 있다.
신체: 191cm 103kg AB형

## Professional wrestling highlights
- Finishing moves
  - Cobra clutch
  - Disasterpiece (Swinging side slam)
  - Powerdunk (Inverted shoulderbreaker)
- Signature moves
  - Big boot
  - Body slam
  - Catapult backbreaker
  - Chokeslam
  - Clothesline
  - Electric chair drop
  - Lifting millitary press slam
  - Running powerslam
  - Spinning back suplex
- Managers
  - Christy Hemme
  - Michelle Mccool
  - Paul Heyman
- Entrance themes
  - "Dangerous Politics" by Jim Johnston (WWE; 2003-2005)
  - "LOD 2000" by Jim Johnston (WWE; 2005-2006; used as a member of the Legion of Doom)

## 수상
- 1992 월드 슈퍼볼웨이트 챔피언
- 302 월드 헤비웨이트 챔피언 (1회)
- AAW 월드 헤비웨이트 챔피언 (1회)
- AAW 월드 태그팀웨이트 챔피언 (1회) - 로드니 맥
- AWR 월드 노 리미트웨이트 챔피언 (1회)
- BCW 월드 헤비웨이트 챔피언 (1회)
- OTT 월드 노 리미트웨이트 챔피언 (1회)
- NWA 월드 인터콘티넨탈 태그팀웨이트 챔피언 (1회) - 네이던 존스
- TWA 월드 태그팀웨이트 챔피언 (1회) - 버스타
- WWC 월드 유니버셜 헤비웨이트 챔피언 (2회)
- WWE 월드 크루저웨이트 챔피언 (1회)
- WWE 월드 스맥다운 태그팀웨이트 챔피언 (구 버전) (1회) - 로드 워리어 애니멀